# Miloš Šolle
Miloš Šolle (11. prosince 1916 Praha – 14. listopadu 2004 Praha) byl český archeolog specializující se na dějiny raného středověku a problematiku počátků české státnosti.

## Biografie

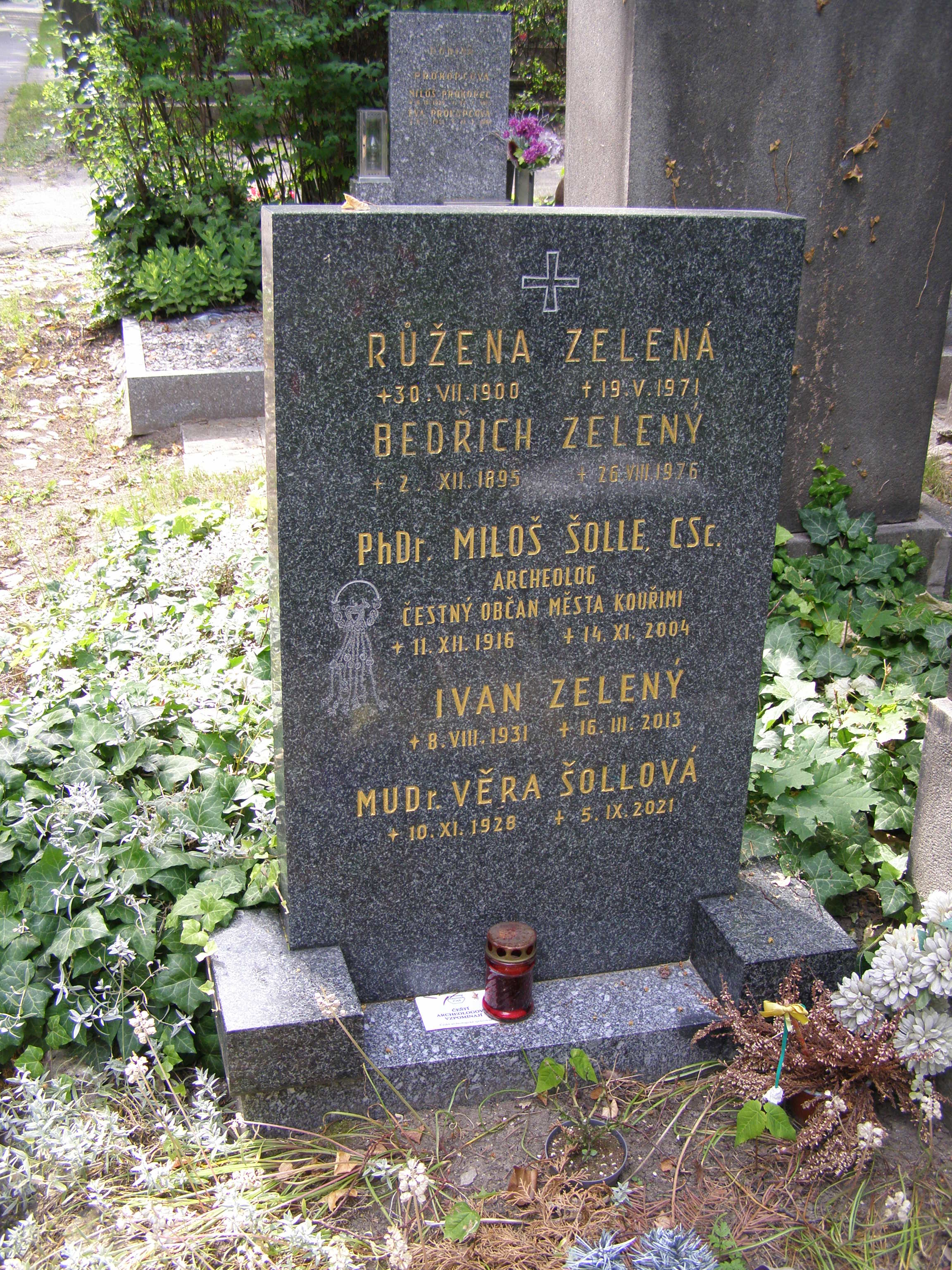
Hrob na hřbitově Malvazinky v Praze

Vřelý vztah Miloše Šolleho k historii se datuje od jeho studií na Arcibiskupském gymnáziu v Praze, kde si pod vlivem profesora řečtiny Jaroslava Ovečky oblíbil řeckou kulturu, filosofii a umění. V roce 1936 nastoupil studium klasické archeologie a prehistorie na FF UK v Praze. Zde studoval klasickou archeologii u prof. Čadíka a prof. Vackové a křesťanskou archeologii a prof. Cibulky. Prehistorickou archeologii studoval u profesorů Schránila, Eisnera a Filipa.
Po uzavření vysokých škol v roce 1939 pracoval ve Státním archeologickém ústavu v Praze. Zpočátku se sice chtěl specializovat na dobu halštatskou a antické dějiny, ale praxe v terénu jej přivedla ke specializaci na raný středověk. Pod vedením tehdejšího ředitele J. Böhma získával první zkušenosti na archeologickém výzkumu Budče (1941).
V letech 1944–1945 byla jeho práce přerušena totálním nasazením v Německu u firmy Deutsche Lufthansa. Po válce dokončuje studia disertační prací "Geometrický styl v Řecku" a jako vůbec první archeolog po válce získává titul PhDr.
Mezi jeho nejvýznamnější výzkumy patřila Budeč (krátce v roce 1941 a potom se Zdeňkem Váňou a později s Andreou Bartoškovou od 1972 do 1980). Zde prozkoumal rotundu svatého Petra a Pavla. V letech 1948–1968 provedl výzkum na Staré Kouřimi a dále v polohách hradiště u svatého Jiří a svatého Vojtěcha. V letech 1965–1974 vedl výzkum hradiště Hradsko u Mělníka.

## Zajímavosti
Jeho otcem byl český a československý bankéř (ředitel Hypoteční banky) a poslanec za lidovou stranu Josef Šolle (1875–1958). Byl také vzdáleným bratrancem Jindřicha Plachty.
V Kouřimi je po něm pojmenována základní škola.

## Dílo
- Kouřim v mladší a pozdní době hradištní, in: Památky archeologické, 60, 1969, č. 1, s. 1–124 https://www.academia.edu/20430988/
- Kouřim v průběhu věků. Praha 1981.
- Staroslovanské hradisko. Praha 1984.
- Rotunda svatého Petra a Pavla na Budči, in: Památky archeologické, 81, 1990, č. 1 s. 140–207 https://www.academia.edu/17782509/
- Od úsvitu křesťanství k sv. Vojtěchu. Praha 1996.
- Hradsko na Kokořínsku – Canburg franckých análů. Praha 1998.
- Po stopách přemyslovských Děpolticů. Příspěvek ke genezi města Kouřimě. Praha 2000.